# Treze FC
Treze Futebol Clube is een Braziliaans voetbalclub uit Campina Grande in de staat Paraíba.

## Geschiedenis
De club werd opgericht op 7 september 1925 door dertien vrienden, wat de verklaring is voor de naam van de club: 'Treze' is Portugees voor dertien. In de geschiedenis kwam de club enkele seizoenen uit in de Serie A. In 2014 degradeerde de club uit de Série C, in 2018 promoveerde de club weer en kon twee seizoenen standhouden.

## Erelijst
Série B
1986
Campeonato Paraibano:
1940, 1941, 1950, 1966, 1975, 1981, 1982, 1983, 1989, 2000, 2001, 2005, 2006, 2010, 2011, 2020, 2023